# مسجد أودينا
مسجد أودينا (المعروف أيضًا بمسجد "نسف كاتا جومي") هو أقدم نصب معماري محفوظ يقع في مدينة قَرشي، منطقة قشقادر، أوزبكستان. يقع المسجد في مركز حصن قَرشي. في حملته من سمرقند إلى قَرشي في 1385-1386، أمر تيمور ببناء هذا المسجد.
يُعتبر المسجد اليوم جزءًا من منطقة أودينا في "المدينة القديمة" في قَرشي. تم إدراج هذا المعلم التاريخي في القائمة الوطنية للأشياء غير السكنية من التراث المادي والثقافي لأوزبكستان، بموجب مرسوم PQ-4068 بتاريخ 19 ديسمبر 2018، المتعلق بتحسين الأنشطة في الحفاظ على عناصر التراث المادي والثقافي. ووفقًا للمرسوم الذي أصدره رئيس جمهورية أوزبكستان في 8 أكتوبر 2020، تم تأسيس متحف تذكاري تكريما لضحايا مجزرة القاتاغان في عام 2021 في مسجد أودينا.

## التاريخ
يربط الباحثون التاريخيون مثل بوريبوي أحمدوف وميخايل ماسون في أعمالهم بناء هذا المسجد باسم تيمور. بعد ستينيات القرن التاسع عشر، تم هدم مسجد أودينا واستخدام مواد بنائه لأغراض أخرى. تم الحفاظ على القبة وبقايا المنارات حتى عام 1914. خلال الحقبة السوفيتية، كانت هناك مكاتب مختلفة تقع في مسجد أودينا، واستخدم لاحقًا كمخزن. في عام 1938، تم إحاطة المسجد بجدار مرتفع، واستخدم كمأوى للمحتجزين. في عام 2004-2005، تم نقل السجن خارج حدود المدينة، بمناسبة الذكرى 2700 لمدينة قَرشي. وكان مسجد أودينا يُستخدم في الصلاة يوم الجمعة، وكذلك في صلاتي عيد الفطر وعيد الأضحى، وكانت باقي الصلوات الخمس تُؤدى في المساجد المحلية.

## العمارة
تم بناء أطراف مسجد أودينا بمساحة 50x40 متر. الأماكن المخصصة للعبادة داخل المسجد واسعة وعالية، مع قبة صغيرة في الأعلى، وأعمدة من الطوب السميك متصلة ببعضها البعض عبر الأقواس. يوجد محراب كبير في الجانب الغربي من المسجد. وقد كُتبت الآية "آية الكرسي" من القرآن الكريم بحروف ذهبية حول القوس. هناك سبع قطع من الرخام على الجانب الأيمن للمحراب، حيث كان يتم قراءة الخطبة في صلاة الجمعة وصلاة العيد.
يوجد ساحة صغيرة أمام مسجد أودينا إذا تم صعود سبع خطوات من ساحة الريجستان ("كووش بارتاف" - المكان الذي يتم فيه خلع الكوفوش). قبل وصول الغزاة القياصرة، كان هناك رواق في الساحة، الذي دمرته القذائف. في عام 1914، أثناء تجديد الحصن بواسطة سعيد أوليمخان، تم أيضًا إعادة بناء هذا الرواق. لم يكن من الممكن استعادة القبة والمنارات التي دمرت أثناء الترميم. تم صنع الحجر تحت الأعمدة المنحوتة من الرخام، وكان هذا المكان يُعد المدخل إلى المبنى. تم هدم الرواق بعد عام 1920، عندما تم إلغاء إمارة بخارى، في السنة الأولى من حكم الشورى.
في عام 2021، تم تخصيص 500 مليون سوم أوزبكي (أكثر من 40 ألف دولار) من الميزانية لتحسين الصرف الصحي، والتهوية، وإمدادات المياه في متحف تذكاري لضحايا الانتفاضة، الذي تم تأسيسه في مسجد أودينا، بواسطة حاكم منطقة قشقادر.

## الأسماء
يعرف المسجد أيضًا في المصادر التاريخية باسم "مسجد نسف كاتا جومي" (مسجد كولان). بين الناس، يُعرف عادةً باسم مسجد أودينا. تم الحفاظ على ثلاث وثائق وقف، كُتبت في 1924-1925، لهذا المسجد. في هذه الوثائق، تم ذكر المسجد بوضوح كـ "مسجد أودينا".

## الوصف
في المصادر التاريخية، يُشار إلى مسجد أودينا كمعلم تاريخي في بخارى تحت اسم "مسجد كولان". القبة الخارجية للمسجد طويلة، والقبة الأنيقة مرئية من بعيد. بعض العلماء يعتقدون أن مسجد كولان في بخارى قد خدم كنموذج لمسجد أودينا، ولكن يُعتقد أنه أصغر حجمًا، مع مواجهة محرابه تقريبًا 250° في اتجاه القطب الشمالي.
تُعتبر مسجد أودينا من المعالم التاريخية في بخارى وتُعرف في المصادر التاريخية باسم "مسجد كَالَان". القبة الخارجية للمسجد مرتفعة، والقبة الأنيقة مرئية من مسافة بعيدة. يعتقد البعض أن مسجد كَالَان في بخارى كان نموذجًا لمسجد أودينا. ومع ذلك، يُعتقد أن مسجد أودينا أصغر حجمًا، حيث أن محرابه يتجه نحو الشمال تقريبًا بزاوية 250 درجة.

## المعرض

المعرض
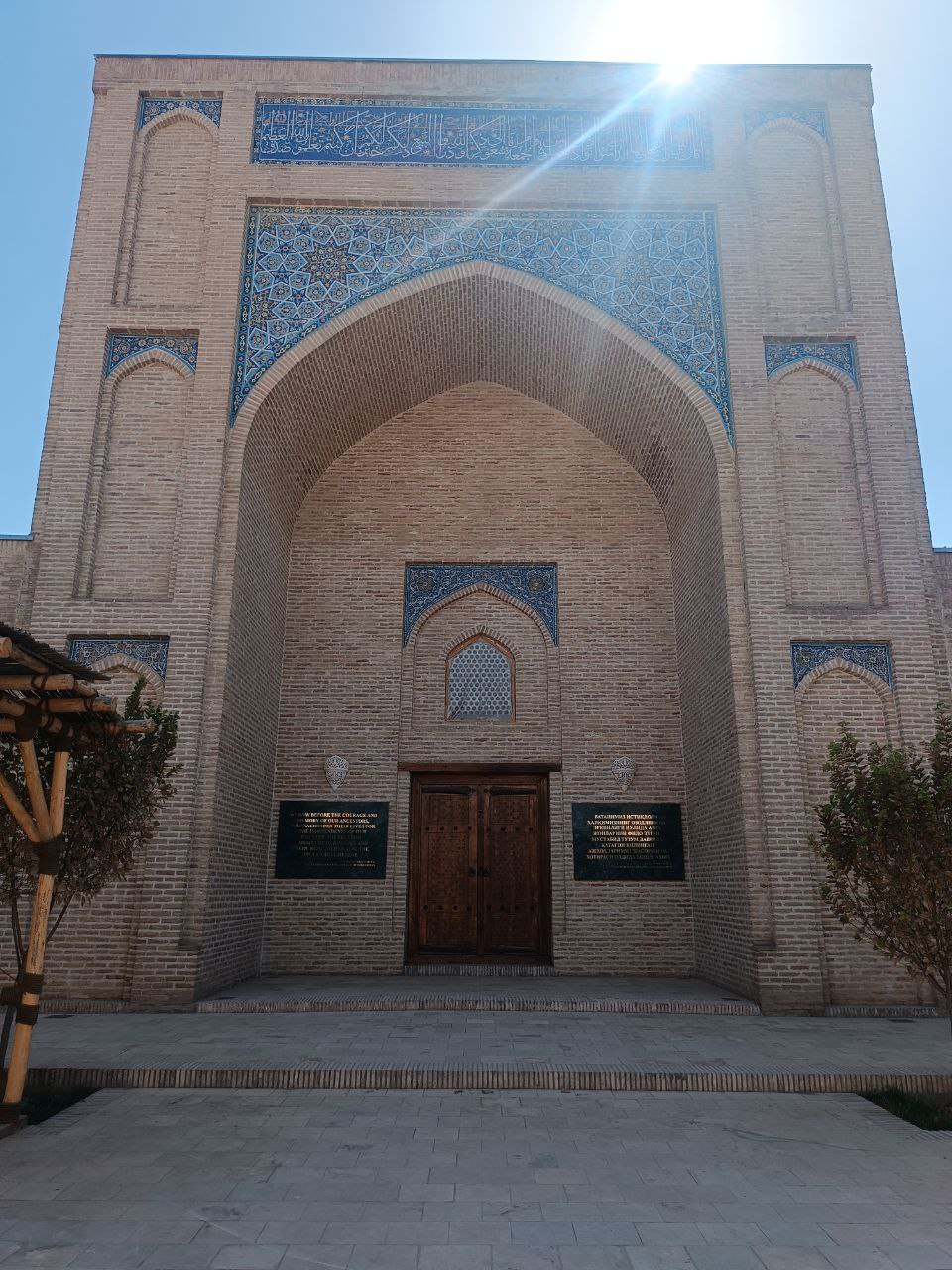
المدخل الرئيسي لمسجد أودينا
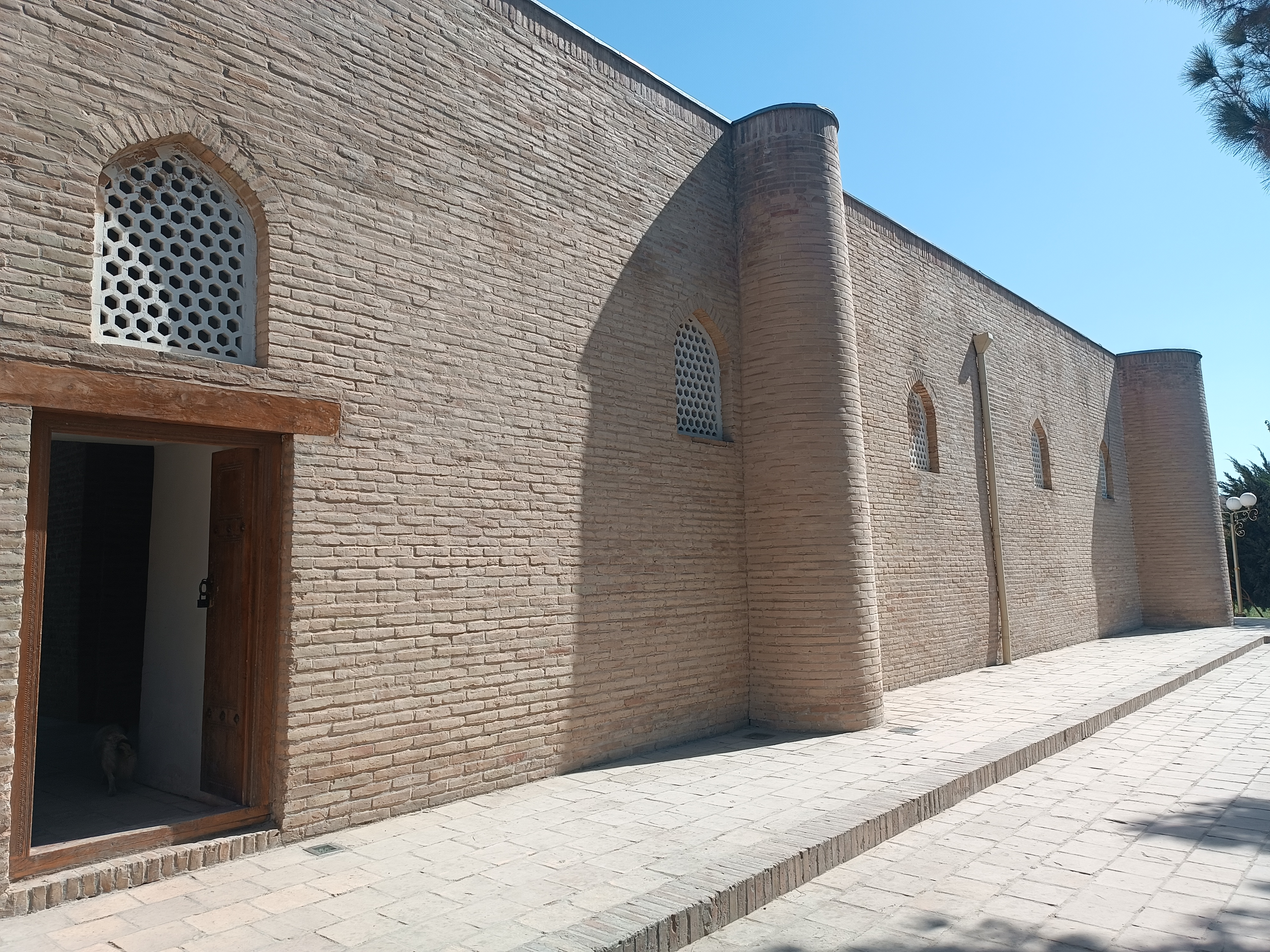
مدخل إضافي للمسجد
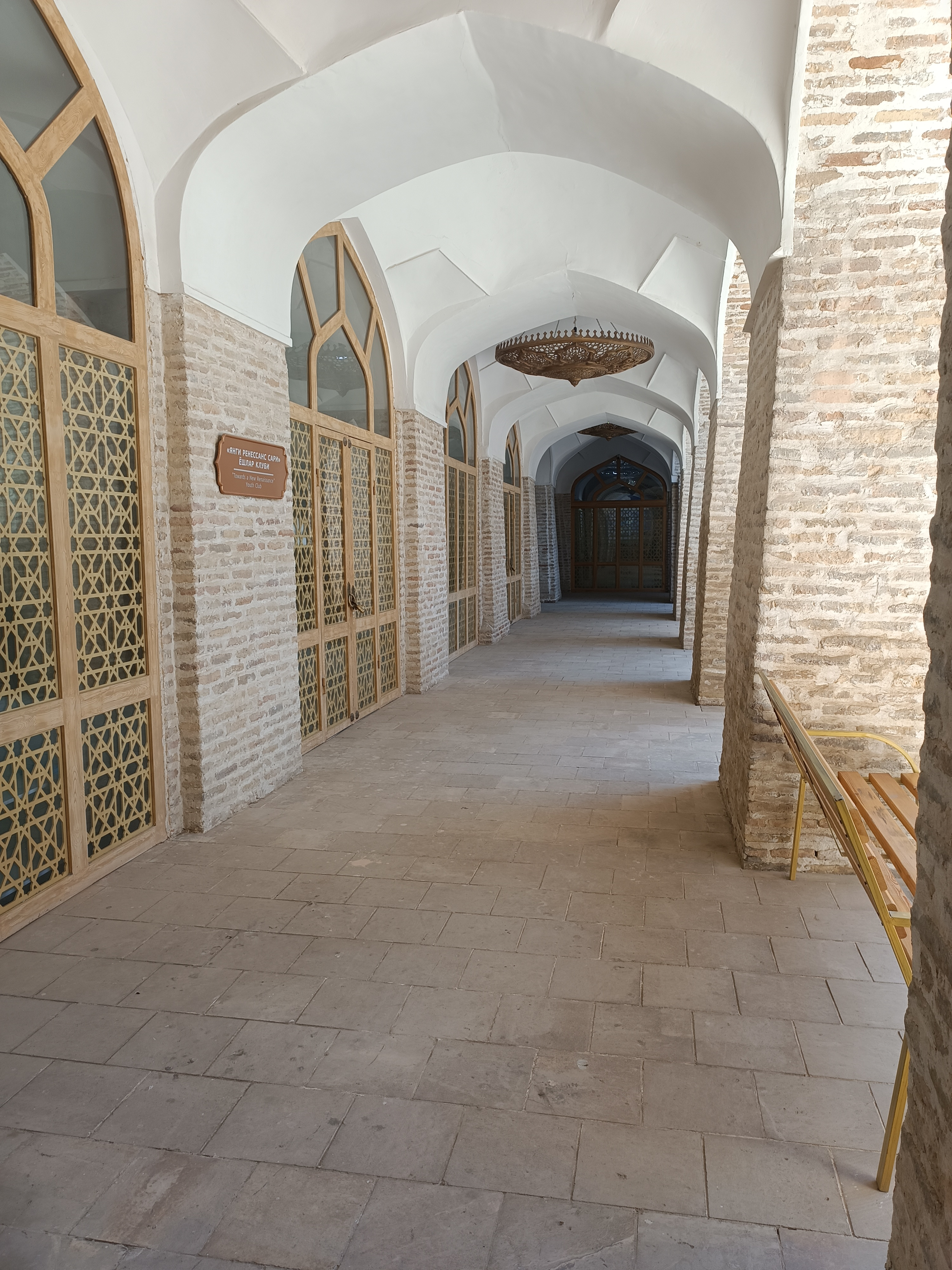
جزء من ردهة المسجد
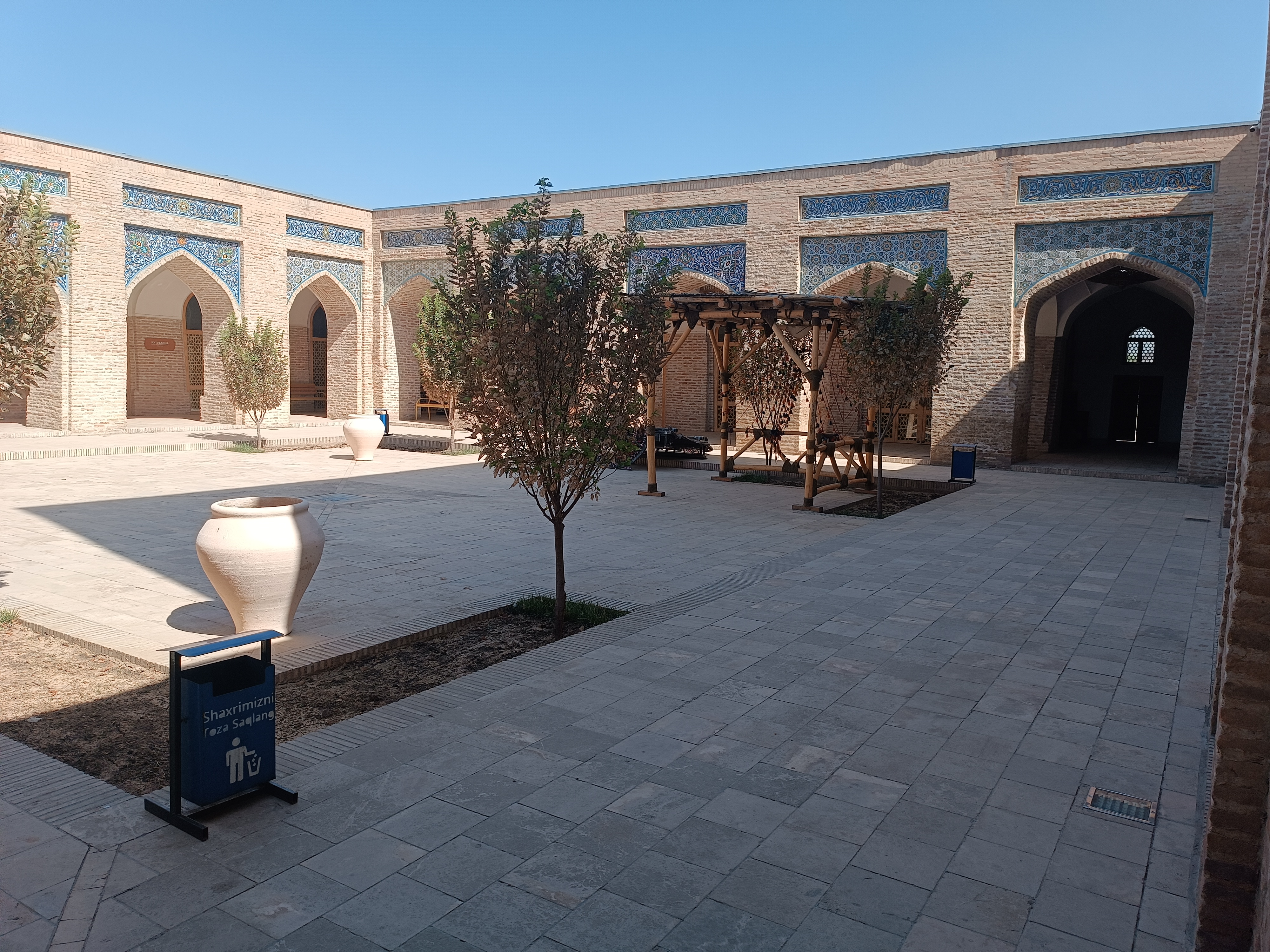
ساحة المسجد
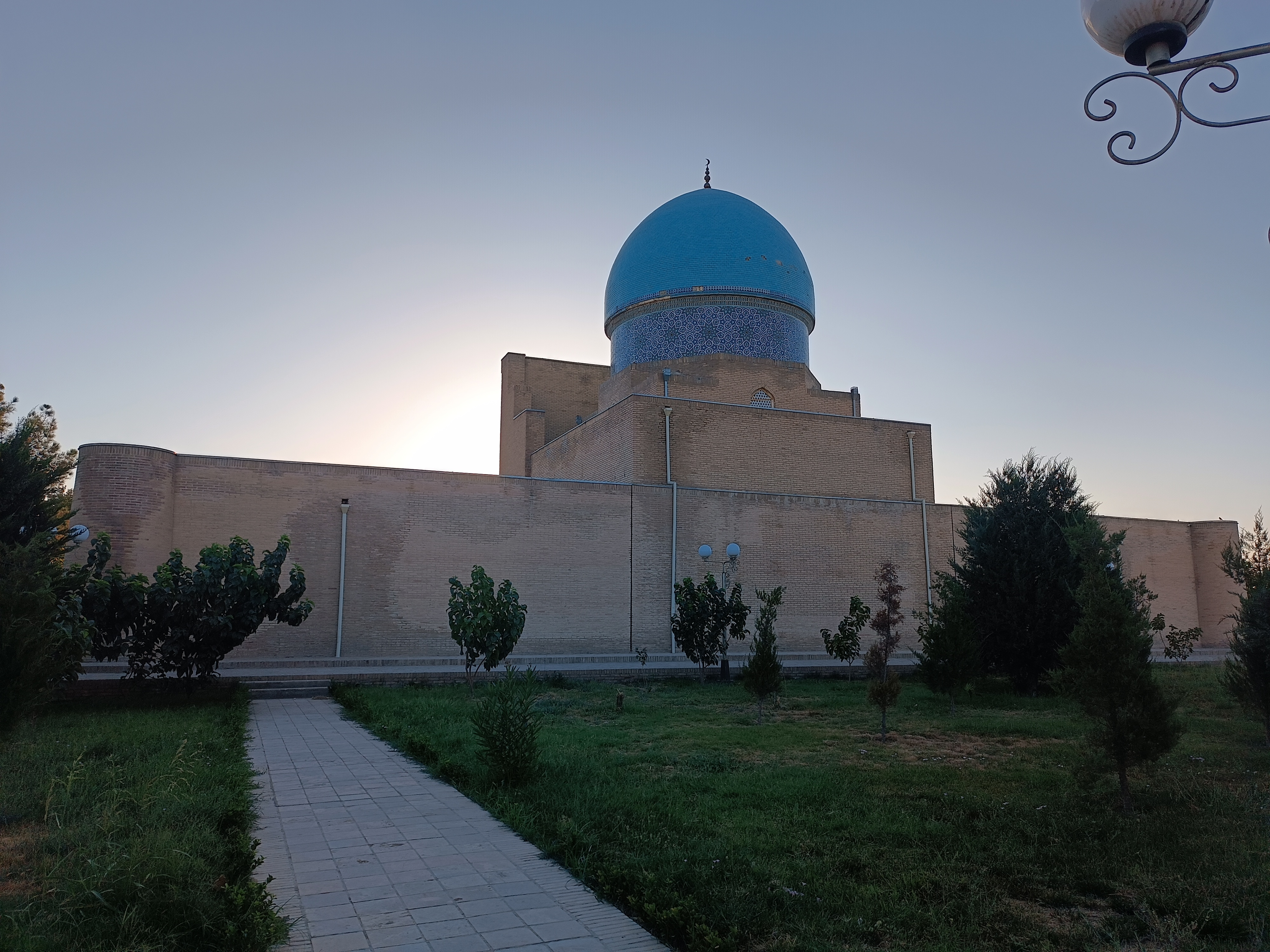
المنظر الخلفي لمسجد أودينا
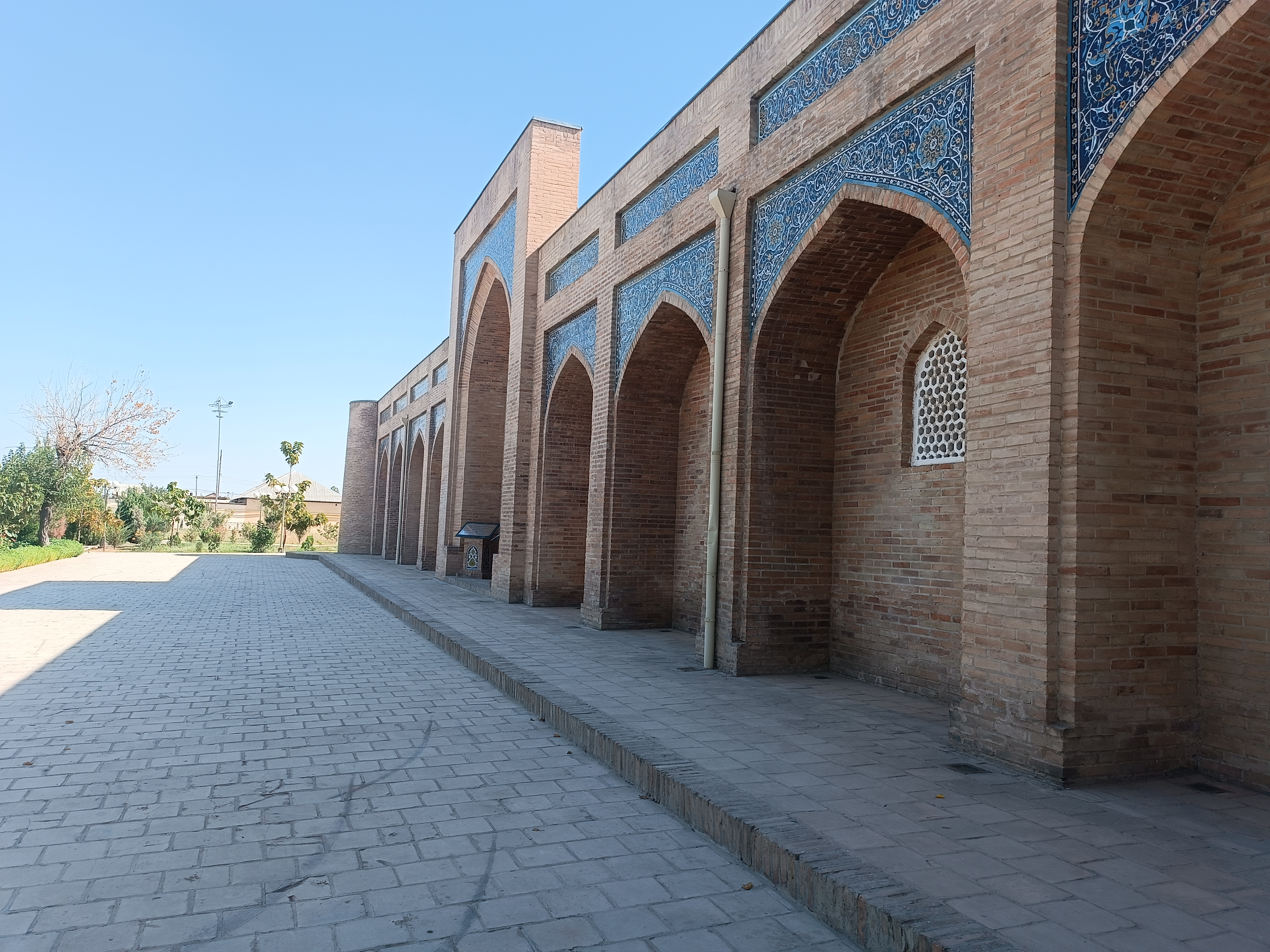
منظر المدخل من الشمال الشرقي
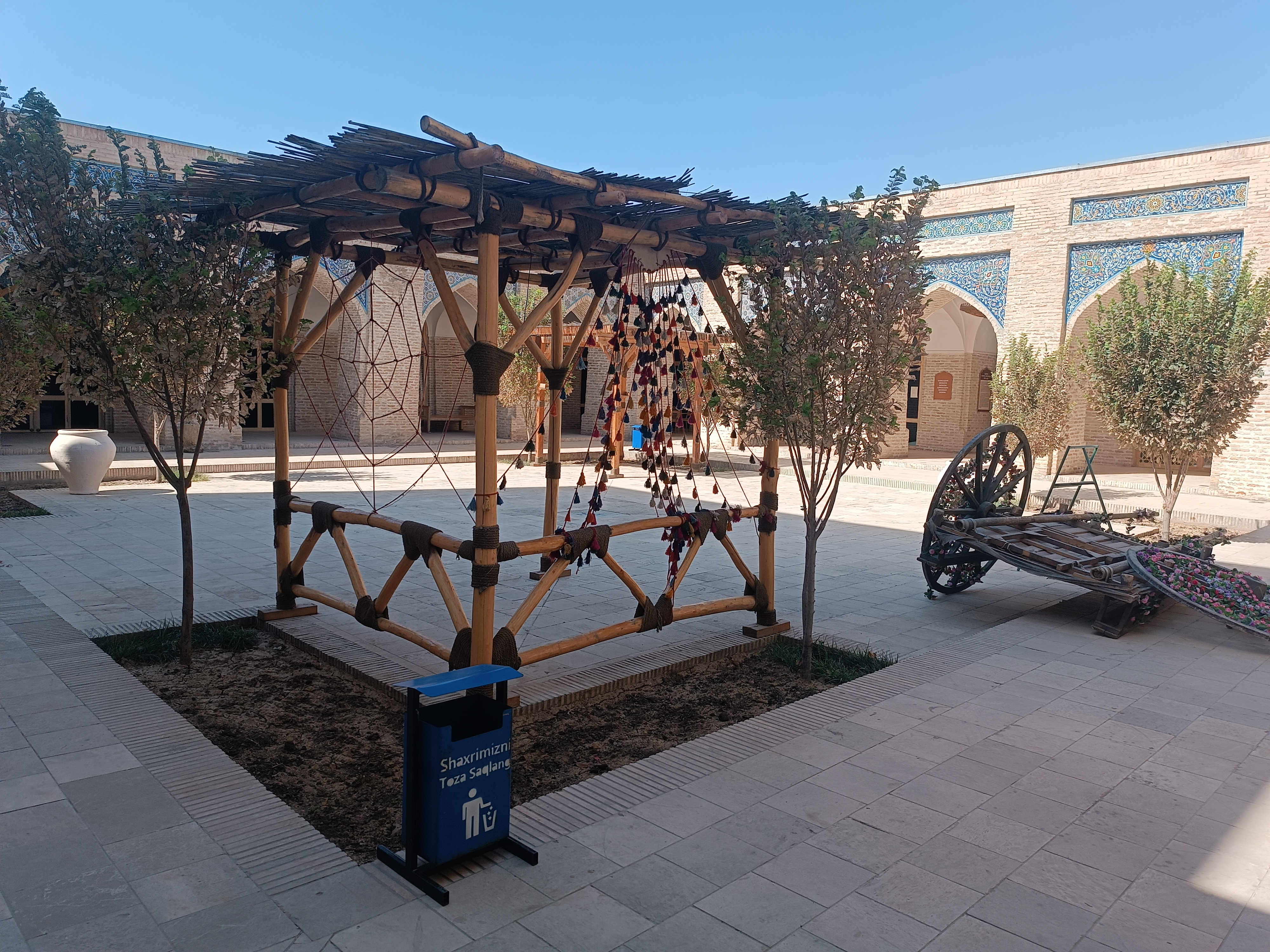
منظر ساحة المسجد من الجهة الشمالية الغربية